# ショーリア (小惑星)
ショーリア (1235 Schorria) は小惑星帯の最も内側近くに位置する小惑星。公転周期はハンガリア群とほぼ同じだが、離心率がやや大きいため火星横断小惑星になっている。カール・ラインムートがハイデルベルクのケーニッヒシュトゥール天文台で発見した。
ドイツの天文学者リヒャルト・ショールに因んで名付けられた。